# Anthene philo
Anthene philo är en fjärilsart som beskrevs av Carl Heinrich Hopffer 1874. Anthene philo ingår i släktet Anthene och familjen juvelvingar. Inga underarter finns listade i Catalogue of Life.

## Bildgalleri

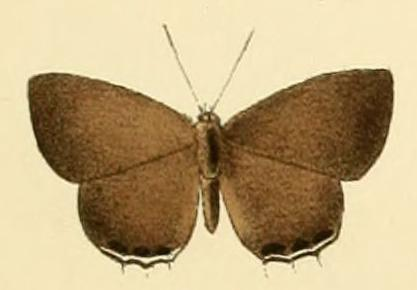
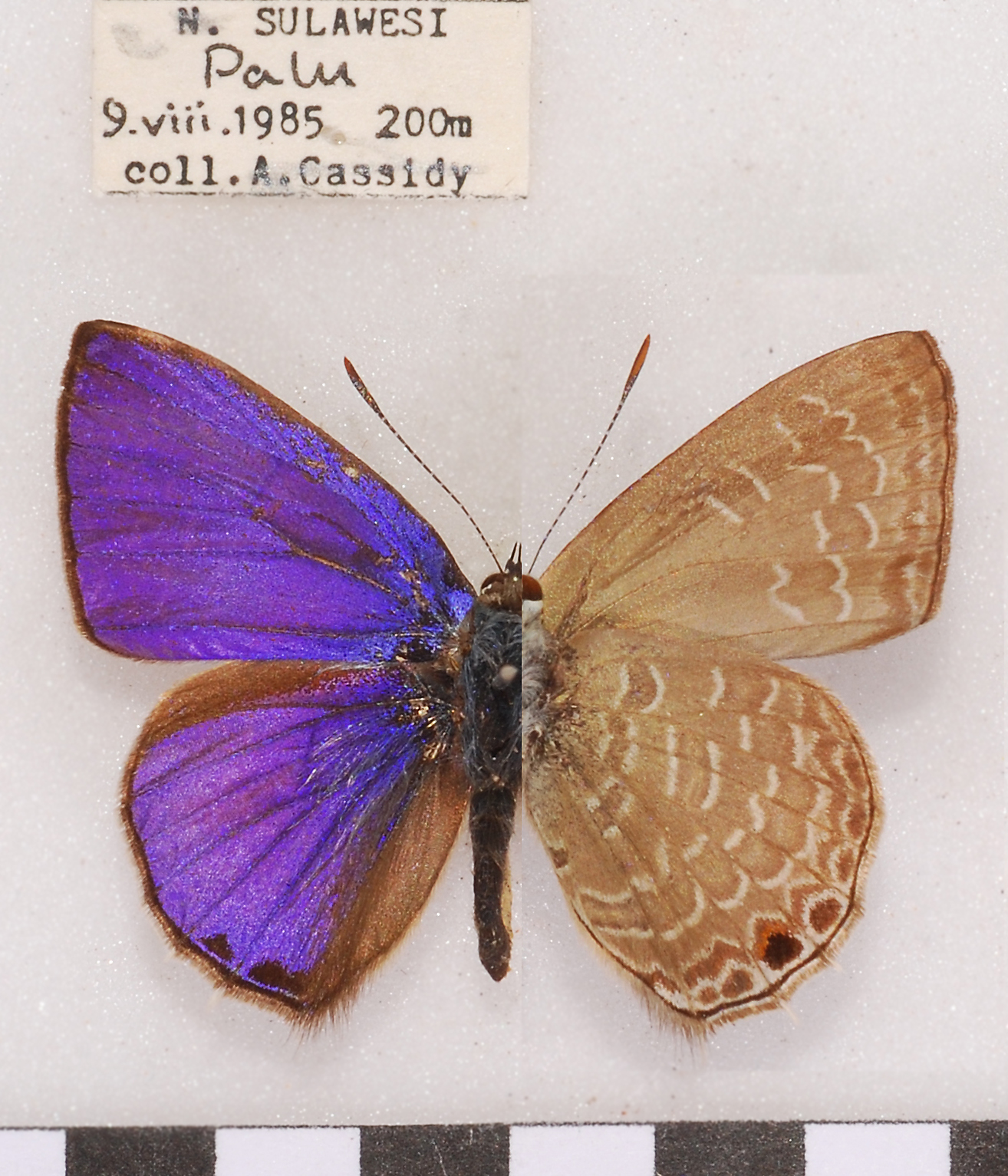
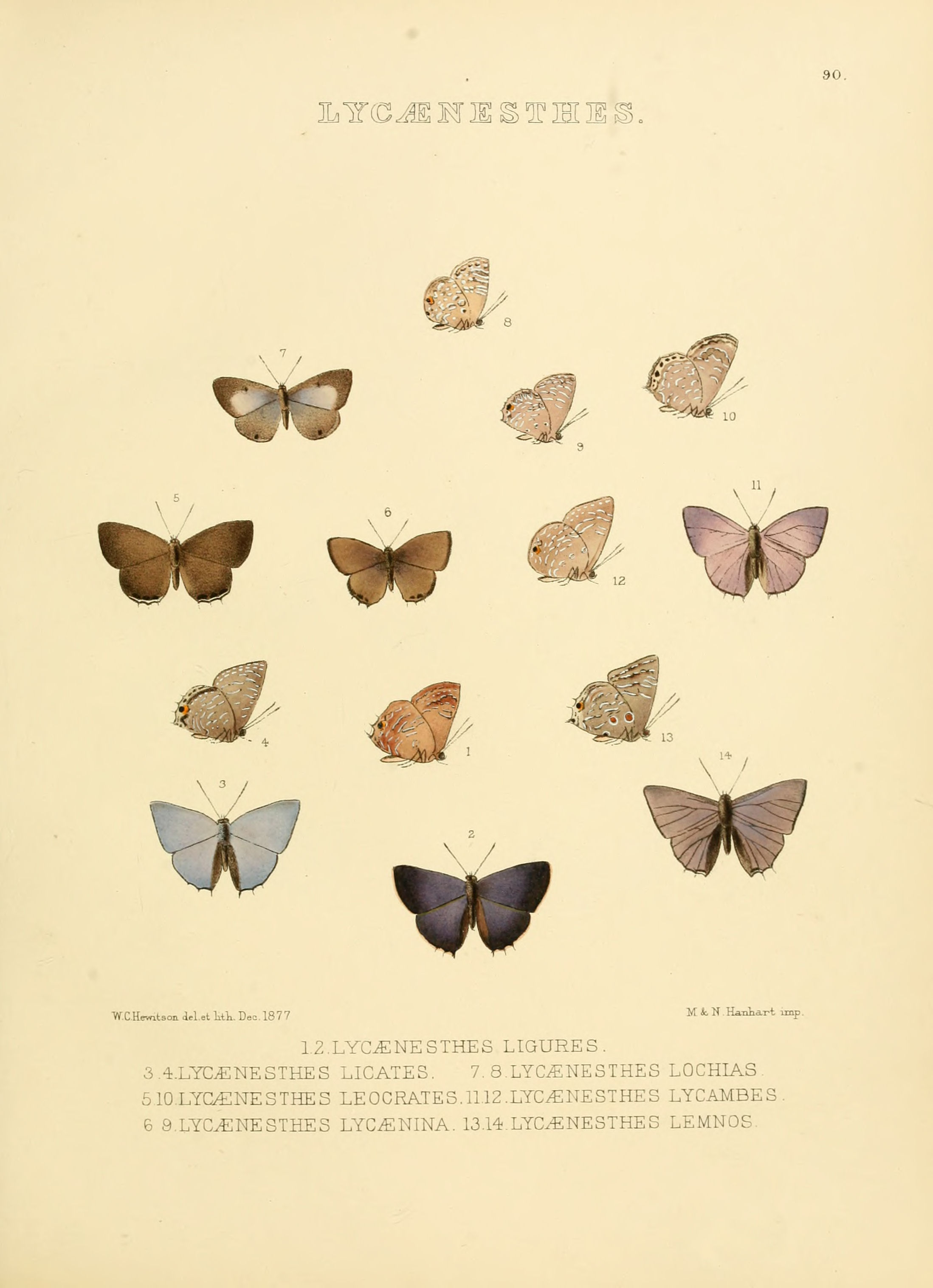